# 东城集站
东城集站是一个濉阜线上的铁路车站，位于安徽省利辛县东城集，建于1971年，目前为四等站，邮政编码为236725。目前客运：办理旅客乘降；行李、包裹托运；不办理货运营业。